# Anand Amritraj
Anand Amritraj, född 20 mars 1952 i Madras, Indien, är en indisk högerhänt tidigare professionell tennisspelare.

## Tenniskarriären
Anand Amritraj är den äldste av tre tennisspelande bröder (Anand, Vijay Amritraj och Ashok Amritraj) som spelade professionell tennis under 1970- och 1980-talen. Vijay var den framgångsrikaste av de tre med flera singel- och dubbeltitlar på WCT-touren, men flera av dubbeltitlarna vann Vijay tillsammans med Anand. Totalt vann Anand som proffs 12 dubbeltitlar och rankades som bäst på 80:e plats i dubbel (januari 1984). Han vann inga singeltitlar och var som bäst rankad på 74:e plats i singel (november 1974). Anand Amritraj spelade totalt in 332 133 US-dollar i prispengar. 
Tillsammans med sin bror Vijay nådde Anand 1976 semifinal i dubbel i Wimbledonmästerskapen.  
Anand deltog i det indiska Davis Cup-laget 1968-69, 1971-79 och 1981-88. Han spelade totalt 62 matcher av vilka han vann 32 (21 i dubbel, de flesta tillsammans med brodern Vijay). Anand deltog i det indiska lag som 1987 spelade världsfinal mot ett lag från Sverige. Brödraparet Anand/Vijay förlorade dubbelmatchen mot svenskarna Joakim Nyström/Mats Wilander och svenskarna vann hela mötet med 5-0 i matcher.
Anands son Stephen är också professionell tennisspelare.

## Dubbeltitlar
- 1983 - Stuttgart utomhus
- 1982 - Chicago-2 WCT, Baltimore WCT
- 1980 - Sao Paulo
- 1978 - Mexico City
- 1977 - London/Queen's Club
- 1976 - Memphis WCT
- 1975 - Atlanta WCT, Los Angeles
- 1974 - Bombay, Columbus
- 1973 - Christchurch